# Murukku

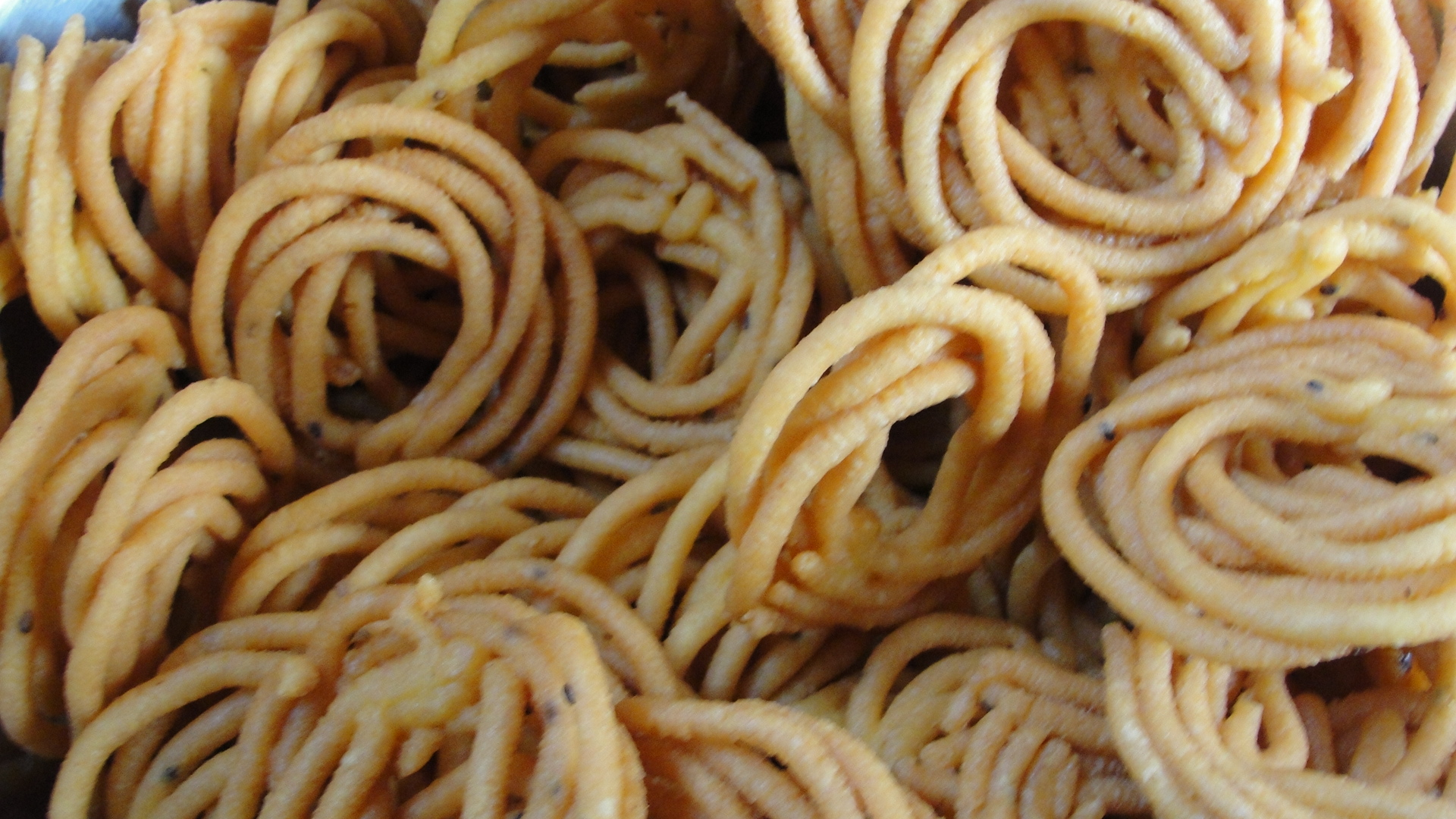
Murukku traditionnel.

Le murukku (tamoul : முறுக்கு ; malayalam : മുറുക്ക്) est un snack de l'Inde du Sud qui ressemble un peu aux churros. Il est préparé avec du riz et de la farine de lentilles urad. Murukku signifie « tordu » en tamoul.
Le murukku est aussi appelé chakali (kannada : ಚಕ್ಲಿ chakli ; gujarati : ચકરી, chakri ; marathi : चकली ; télougou : మురుకులు, murukulu, చక్రాలు, chakralu, ou జంతికలు, jantikalu ; konkani : chakri ou chakkuli).
La ville de Manapparai (district de Tiruchirappalli), au Tamil Nadu, est particulièrement connue pour ses murukku. Les murukku se mangent lors de diverses fêtes traditionnelles comme Diwali et Gokulashtami. Les murukku sont aussi consommés lors des fêtes chez les Iyers (caste de brahmanes tamouls).